# Inset day
Pour les articles homonymes, voir INSET.
Un Inset day, à l'origine un acronyme pour IN-SErvice Training day (Jour de formation continue), est une journée durant laquelle la plupart des écoles anglaises, galloises, écossaises et nord-irlandaises sont fermées aux écoliers mais accueillent les enseignants et les autres personnels. Ces adultes participent généralement à des formations professionnelles ou remplissent des tâches administratives. Les enseignants peuvent se mettre à jour sur leur travail, et s'entraîner à utiliser d'éventuelles nouvelles technologies ou procédures en vigueur à l'école.

## L'histoire
Les inset days ont été créés en 1988, par un ministre conservateur, Kenneth Baker, dans le cadre d'une série de réformes. Pour cette raison, ces journées sont parfois surnommées les Baker days.
Elles sont également connues sous le nom de TD Day (Teacher Development day) : jour de formation des enseignants.

## Fréquence des formations
Les enseignants des écoles publiques sont tenus de suivre cinq jours de formation continue, en plus de leurs 190 jours d'enseignement en présence d'enfants.

## Polémiques
Ces journées de formation sont parfois considérées par des enseignants comme des sources de perturbations dans les écoles. Ces journées sont aussi des périodes où les parents doivent trouver des moyens de garde pour leurs enfants.
Les enseignants qui sont eux-mêmes parents peuvent avoir plus de problèmes que d'autres parents qui travaillent, car ils sont incapables de prendre des jours de congé pour s'occuper de leurs propres enfants chaque fois qu'un inset day est prévu à l'école de leurs enfants.